# The Indian Doctor
The Indian Doctor es una comedia dramática de la televisión británica, ambientada en la década de 1960. Producida por Rondo Media y Avatar Productions, se transmitió por primera vez en BBC One en 2010. La serie más reciente comenzó el 4 de noviembre de 2013 en BBC One durante el día y concluyó el 8 de noviembre. Es una comedia dramática de época protagonizada por Sanjeev Bhaskar como un médico indio que encuentra trabajo en un pueblo minero del sur de Gales.

## Escenario
La primera serie de cinco partes se transmitió del lunes 15 de noviembre al viernes 19 de noviembre de 2010. Sanjeev Bhaskar interpreta al Dr. Prem Sharma, el médico indio del título que se muda con su esposa Kamini Sharma (Ayesha Dharker) al pequeño pueblo minero galés. de Trefelin. 
La serie está basada en una historia real de choque cultural. En un blog de la BBC, Sanjeev Bhaskar describe cómo se preparó para el papel hablando con parientes que vivieron durante la década de 1960, pero también hablando con un médico, Prem Subberwal, que emigró de la India con su esposa Kamini para trabajar como médico del NHS en un pueblo galés. Subberwal explicó que una de las mayores dificultades que tuvo fue para entender y hacerse entender, no por ninguna dificultad con el idioma inglés, sino por el acento galés y varios coloquialismos que usaba la gente que él, habiendo aprendido una versión estructurada más formalmente. de inglés, no pudo seguir. 

## Argumento

### Temporada 1
La historia principal, ambientada en 1963, gira en torno al aparentemente alegre gerente de la mina de carbón Richard Sharpe y su oscuro secreto: para avanzar en su propia carrera, ha ignorado deliberadamente un problema clave de seguridad de la mina para aumentar la producción de carbón. La evidencia de esto está documentada en el diario del médico anterior, y el nuevo médico indio gradualmente se decide a revelar la verdad.
Las historias secundarias giran en torno a la relación del médico con Megan Evans, la floreciente historia de amor entre Tom Evans y Gina Nicolli, el robo de fondos de caridad por parte del líder minero Owen Griffiths y el ausentismo escolar (y los problemas asociados) del hijo de Owen, Dan Griffiths.

### Temporada 2
Ahora, un año después de su llegada, Prem se enfrenta a un nuevo adversario, el predicador evangelista Herbert Todd. Cuando un brote de viruela amenaza con traer una catástrofe a la aldea, Prem se encuentra luchando contra los prejuicios y la incompetencia y enfrascado en una confrontación con el intransigente Todd por los corazones y las mentes de los aldeanos. Además, Prem y su esposa Kamini esperan con nerviosismo la llegada de su temida suegra, Pushpa. Con India atrapada por el caos de una epidemia de viruela, Pushpa está aprovechando la oportunidad para una inspección largamente esperada de la nueva vida de su hija, y del yerno a quien ella no aprueba.

### Temporada 3
Ahora es 1966, tres años después de la llegada de Prem y Kamini, y se han convertido en una parte muy importante de la comunidad Trefelin. Pero sus vidas y las de todos en el pueblo están a punto de cambiar cuando sus 'hijos pródigos' de alto vuelo regresan para traer una primera muestra real de los años 60.
Un reluciente automóvil deportivo estadounidense se adentra en el tranquilo pueblo de Trefelin, en los valles, llevándose consigo a Basil y Robert Thomas, hijos del antiguo dueño de la mina local. Los hermanos de alto rendimiento son recibidos con alegría por todos, desde Sian, el comerciante, hasta los mineros en el pub. Pero para otros, como el médico indio Prem Sharma, su esposa Kamini y los recién casados Emlyn y Megan, el regreso de los hermanos significa confusión y frustración, ya que sus sueños se ven frustrados y se enfrentan a la perspectiva de convertirse en marginados una vez más.

## Personajes
Los otros personajes principales de la serie incluyen:
- Gina Nicolli (Naomi Everson), la recepcionista. (Temporadas 1-2)
- Richard Sharpe (Mark Williams), El despiadado gerente de mina que dirige la mina. (Temporada 1)
- Sylvia Sharpe (Berth Robert), La ardiente esposa pelirroja de Richard Sharpe. (Temporada 1)
- Megan Evans (Mali Harries), cuyo esposo minero se está muriendo de enfisema.
- Tom Evans (Alexander Vlahos), El hijastro de Megan, que quiere ser cantante profesional. (Temporada 1).
- Dan Griffiths (Jacob Oakley), un chico local.
- Owen Griffiths (Ifan Huw Dafydd), El padre de Dan, minero y bebedor empedernido.
- Sian Davies (Erica Eirian), dueño de la tienda local.
- Ceri Joseph (Dafydd Hywel), Agricultor local.
- Sgt Emlyn Dawkins (Alun ap Brinley), policía local.
- Pushpa Bakshi (Indira Joshi), Madre de Kamini Sharma. (Temporada 2).
- Rev Herbert Todd (Mark Heap), ex misionero, nombrado ministro de la capilla. (Temporada 2)
- Basil Thomas (Will Houston), empresario. (Temporada 3).
- Robert Thomas (Rhydian Jones), Ex doctor. (Temporada 3).
- Mrs. Daniel (Christine Pritchard), recepcionista (Temporada 3).

## Lista de episodios
| Temporadas | Episodios | Primer capítulo          | Último capítulo         |
| ---------- | --------- | ------------------------ | ----------------------- |
| 1          | 5         | 15 de noviembre de 2010  | 19 de noviembre de 2010 |
| 2          | 5         | 27 de febrero de 2012    | 2 de marzo de 2012      |
| 3          | 5         | 19 de septiembre de 2013 | 8 de noviembre de 2013  |